# Kathetostoma fluviatilis
Kathetostoma fluviatilis és una espècie de peix pertanyent a la família dels uranoscòpids.

## Descripció
- Pot arribar a fer 4,4 cm de llargària màxima.[6][7]

## Hàbitat
És un peix d'aigua dolça, demersal i de clima subtropical.

## Distribució geogràfica
Es troba a Nova Zelanda: el riu Manawatu.

## Observacions
És inofensiu per als humans.